# Сянь-хоу (царство Цзінь, епоха Чуньцю)
Цзиньський Сянь-хоу (晉獻侯) – восьмий правитель царства Цзінь в епоху Чуньцю за ім’ям Цзі Цзі (姬籍) або Су 穌. Зайняв трон після свого батька Сі-хоу. Правив 11 років (823 до н. е. – 812 до н. е.). Після смерті Сянь-хоу престол успадкував його син Му-хоу.
Згадка Сянь-хоу міститья на старовинних дзвонах, винайденних у 1993 році.